# 杉野健太郎
杉野 健太郎（すぎの けんたろう、1961年 - ）は、日本の学者。信州大学人文学部教授。専門は、アメリカ文学・文化、映画学。岐阜県生まれ。日本映画学会会長（2018-22）、日本 F. スコット・フィッツジェラルド協会会長（2020-2024）、日本英文学会理事（2023-25）／中部支部理事（2015-25）などを務めた。

## 略歴
- 1983年（昭和58年） - 上智大学文学部哲学科卒業
- 1987年（昭和62年） - 上智大学文学部英文学科卒業
- 1989年（平成元年） - 上智大学大学院文学研究科英米文学専攻博士前期課程修了
- 1989年（平成元年） - 駒澤大学苫小牧短期大学専任講師
- 1992年（平成4年） - 広島大学総合科学部専任講師
- 1995年（平成7年） - 広島大学総合科学部助教授
- 1997年（平成9年） - 信州大学人文学部助教授
- 2005年（平成17年） - 2006年（平成18年） - ウィスコンシン大学マディソン校客員研究員
- 2011年（平成23年） - 信州大学人文学部教授
- 2013年（平成25年） - 2014年（平成26年） - カリフォルニア大学バークリー校客員研究員

## 主要業績

### 編著書
- サウンディングズ英語英米文学会監修／杉野健太郎・下楠昌哉編集『スポーツする英語文学』、金星堂、2025年5月、ISBN 4764712423  [学術研究書]
- 日本映画学会監修／杉野健太郎責任編集『アメリカ映画史入門』、三修社、2024年10月、ISBN　4384060378 [学術基礎書]
- 杉野健太郎編『映画史の論点』、映画学叢書（加藤幹郎監修）、ミネルヴァ書房、2023年（令和5年）7月、ISBN 9784623095438 [学術研究書]
- 杉野健太郎責任編集『アメリカ文学と映画』、三修社、2019年（令和元年）10月、ISBN 4384059310 [学術研究書]
- 杉野健太郎編『映画とイデオロギー』、映画学叢書（加藤幹郎監修）、ミネルヴァ書房、2015年（平成27年）4月、ISBN 9784623072200 [学術研究書]
- 杉野健太郎編『交錯する映画 ― アニメ・映画・文学』、映画学叢書（加藤幹郎監修）、ミネルヴァ書房、2013年（平成26年）3月、ISBN 9784623064878 [学術研究書]
- 杉野健太郎編『映画のなかの社会／社会のなかの映画』、映画学叢書（加藤幹郎監修）、ミネルヴァ書房、2011年（平成24年）12月、ISBN 9784623061785 [学術研究書]
- 杉野健太郎編『映画とネイション』、映画学叢書（加藤幹郎監修）、ミネルヴァ書房、2010年（平成23年）12月、ISBN 9784623059072 [学術研究書]
- 杉野健太郎責任編集『アメリカ文化入門』、三修社、2010年7月、ISBN 9784384055672 [学術基礎書]

### 共著書
- 諏訪部浩一編『アメリカ文学入門』、三修社、2013 年11月、ISBN 978-4384057485 [学術基礎書]
- 伊藤詔子監修／新田玲子編『カウンターナラティヴから語るアメリカ文学』、音羽書房鶴見書店、2012年（平成25年）10月、ISBN 978-4755302695 [学術研究書]
- 下楠昌哉編『イギリス文化入門』、三修社、2010 年7月、ISBN 978-4384055665 [学術基礎書]
- 杉野健太郎／ジョゼフ・ラウアー著『リスニングはこう学べ』、日本実業出版社、2008年（平成21年）7月、ISBN 978-4534044174 [英語学習啓蒙書]
- 杉野健太郎／ジョゼフ・ラウアー著『英語発音・聴き取りの基礎-CD付-』、朝日出版社、2001年（平成14年）4月、ISBN 978-4255153391 [大学英語教科書]

### 翻訳書
- スティーヴ・ブランドフォードほか著『フィルム・スタディーズ事典』、監修・共訳、フィルムアート社、2004 年、ISBN 978-4845904648
- スチュアート・シム編『ポストモダニズムとは何か』、共訳、松柏社、2002 年、ISBN 978-4775400098
- スチュアート・シム編『ポストモダン事典』、監修・共訳、松柏社、2001 年、ISBN 978-4881989982
- スチュアート・シム編『現代文学・文化理論家事典』、監修・共訳、松柏社、1999 年、ISBN 978-4881989227
- ジョゼフ・チルダーズほか著『コロンビア大学現代文学・文化批評用語辞典』、共訳、松柏社、1998 年、ISBN 978-4881988831

### 論文
- “Bellow’s The Victim, or Nobody’s World.”（Saul Bellow Journal  Vol.13, No.1［Fall 1995］所収）、など多数